# Tougo
Tougo là một tổng của tỉnh Zondoma ở phía tây Burkina Faso. Thủ phủ của tổng này là thị xã Tougo.

## Các thị xã và các làng
Bangassomba, Bascorma, Beda, Danaoua, Kalce, Keleguem, Kindibo, Lebenga, Mangoulma, Niebscebanco, Noungou, Ramesse, Raoumde, Rasko, Rassomde, Ridimbo, Rikiba, Roba, Tampouya, Toemigo, Zire và Zondoma.